# ديفيد ساندستروم
ديفيد ساندستروم (بالسويدية: David Sandström)‏ هو مغني ومنتج أسطوانات سويدي، ولد في 2 يناير 1975 في أوميو في السويد.

## وصلات خارجية
- ديفيد ساندستروم على موقع IMDb (الإنجليزية)
- ديفيد ساندستروم على موقع ميوزك برينز (الإنجليزية)
- ديفيد ساندستروم على موقع ديسكوغز (الإنجليزية)
- ديفيد ساندستروم على موقع قاعدة بيانات الفيلم (الإنجليزية)